# آلمودنا مونیوس
آلمودنا مونیوس (اسپانیایی: Almudena Muñoz‎؛ زادهٔ ۴ نوامبر ۱۹۶۸) جودوکار اهل اسپانیا بود.
وی در مسابقات کشوری و بین‌المللی در مجموع برندهٔ ۱ مدال طلا شده‌است.